# Marwan Mohsen
Marwan Mohsen Fahmy Tharwat Gamaleldin Mahmoud Fahmy (arab. مروان محسن فهمي ثروت; ur. 26 lutego 1989 w Kairze) – egipski piłkarz grający na pozycji napastnika. Od 2016 roku jest zawodnikiem klubu Al-Ahly Kair.

## Kariera piłkarska
Swoją karierę piłkarską Mohsen rozpoczął w klubie Petrojet FC. W sezonie 2009/2010 zadebiutował w nim w pierwszej lidze egipskiej. W 2014 roku przeszedł do portugalskiego klubu Gil Vicente FC. Swój debiut w nim w portugalskiej ekstraklasie zaliczył 24 sierpnia 2014 w przegranym 0:2 wyjazdowym meczu z Vitórią Setúbal. Na koniec sezonu 2014/2015 spadł z Gil Vicente do drugiej ligi.
Latem 2014 przeszedł do Ismaily SC. Spędził w nim rok i latem 2015 został piłkarzem stołecznego Al-Ahly. W sezonach 2016/2017 i 2017/2018 wywalczył z nim dwa tytuły mistrza Egiptu. W 2017 dotarł z Al-Ahly do finału Ligi Mistrzów, w którym Egipcjanie ulegli w dwumeczu Wydadowi Casablanca (1:1, 0:1).
| Sezon   | Klub           | Kraj       | Rozgrywki     | Mecze | Gole |
| ------- | -------------- | ---------- | ------------- | ----- | ---- |
| 2009/10 | Petrojet FC    | Egipt      | I liga        | 1     | 0    |
| 2010/11 | Petrojet FC    | Egipt      | I liga        | 24    | 4    |
| 2011/12 | Petrojet FC    | Egipt      | I liga        | 11    | 2    |
| 2012/13 | Petrojet FC    | Egipt      | I liga        | 10    | 2    |
| 2013/14 | Petrojet FC    | Egipt      | I liga        | 15    | 3    |
| 2014/15 | Gil Vicente FC | Portugalia | Primeira Liga | 20    | 0    |
| 2015/16 | Ismaily SC     | Egipt      | I liga        | 32    | 14   |
| 2016/17 | Al-Ahly Kair   | Egipt      | I liga        | 9     | 1    |
| 2017/18 | Al-Ahly Kair   | Egipt      | I liga        | 7     | 3    |

## Kariera reprezentacyjna

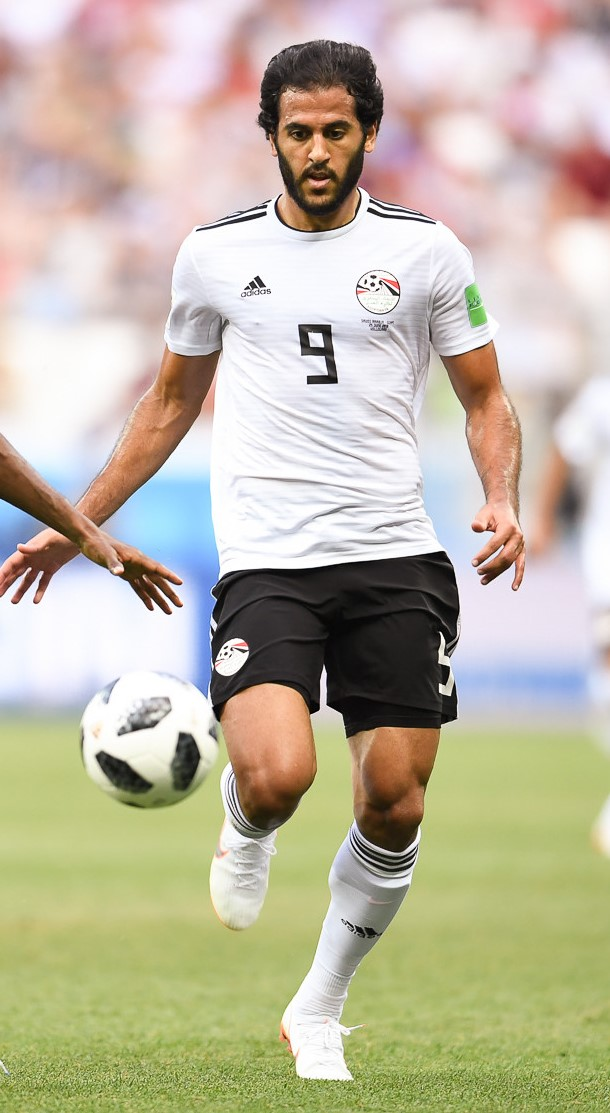
Marwan Mohsen podczas Mistrzostw świata w piłce nożnej w 2018 r.

W reprezentacji Egiptu Mohsen zadebiutował 3 września 2011 roku w przegranym 1:2 meczu kwalifikacji do Pucharu Narodów Afryki 2012 ze Sierra Leone, rozegranym we Freetown. W 2012 roku wziął udział w Igrzyskach Olimpijskich w Londynie.
W 2017 roku został powołany do kadry Egiptu na Puchar Narodów Afryki 2017. Na tym turnieju wystąpił w czterech meczach: grupowych z Mali (0:0), z Ugandą (1:0) i z Ghaną (1:0) i ćwierćfinałowym z Marokiem (1:0). Wraz z Egiptem wywalczył wicemistrzostwo kontynentu.
W 2018 roku powołano go do kadry na Mistrzostwa Świata w Rosji. Rozegrał na nim trzy mecze: z Urugwajem (0:1), z Rosją (1:3) i z Arabią Saudyjską (1:2).